# Lista de estradas de Lisboa
As estradas de Lisboa perfazem um total de 38.
| Arruamento                                   | Freguesia(s)                              | Homenageia                                                                                 |
| -------------------------------------------- | ----------------------------------------- | ------------------------------------------------------------------------------------------ |
| Estrada da Ameixoeira                        | Lumiar Santa Clara                        |                                                                                            |
| Estrada da Buraca                            | Benfica                                   |                                                                                            |
| Estrada da Circunvalação                     | Benfica Belém Carnide Olivais Santa Clara |                                                                                            |
| Estrada da Correia                           | Carnide                                   | Correia (habitante no local)                                                               |
| Estrada da Cruz                              | Ajuda Belém                               | Reporta à designação de Calçada da Cruz                                                    |
| Estrada da Luz                               | Carnide São Domingos de Benfica           | Sítio da Luz (deu origem à Igreja de Nossa Senhora da Luz)                                 |
| Estrada da Pontinha                          | Carnide                                   | Quinta da Pontinha                                                                         |
| Estrada da Portela (Alto da Boavista)        | Benfica                                   |                                                                                            |
| Estrada da Portela (Bairro S. João de Brito) | Alvalade                                  |                                                                                            |
| Estrada da Póvoa                             | Santa Clara                               |                                                                                            |
| Estrada da Torre                             | Lumiar                                    | Torre do Lumiar                                                                            |
| Estrada das Garridas                         | Benfica                                   | Quinta das Garridas                                                                        |
| Estrada das Laranjeiras                      | São Domingos de Benfica Avenidas Novas    | Quinta das Laranjeiras                                                                     |
| Estrada de A-da-Maia                         | Benfica                                   | Sítio de A-da-Maia (antiga designação da Damaia)                                           |
| Estrada de Benfica                           | Campolide Benfica São Domingos de Benfica |                                                                                            |
| Estrada de Caselas                           | Ajuda Belém                               | Bairro de Caselas                                                                          |
| Estrada de Chelas                            | Marvila Beato Penha de França             | Chelas                                                                                     |
| Estrada de Marvila                           | Marvila Beato                             |                                                                                            |
| Estrada de Monsanto                          | Benfica                                   | Parque Florestal de Monsanto                                                               |
| Estrada de Moscavide                         | Parque das Nações                         | Moscavide                                                                                  |
| Estrada de Pedro Teixeira                    | Ajuda                                     | Casal Pedro Teixeira (criado e confidente particular do rei D. José)                       |
| Estrada de Queluz                            | Benfica Ajuda Belém                       |                                                                                            |
| Estrada de São Bartolomeu                    | Santa Clara                               | Paróquia de São Bartolomeu da Charneca                                                     |
| Estrada de Telheiras                         | Lumiar                                    | Sítio de Telheiras                                                                         |
| Estrada do Calhariz de Benfica               | Benfica                                   | Calhariz de Benfica                                                                        |
| Estrada do Desvio                            | Lumiar Santa Clara                        | Estrada de desvio do trânsito pelo Lumiar para descongestionamento da Calçada de Carriche  |
| Estrada do Forte da Ameixoeira               | Santa Clara                               | Forte da Ameixoeira                                                                        |
| Estrada do Forte do Alto do Duque            | Belém                                     | Quinta do Duque de Cadaval                                                                 |
| Estrada do Loureiro                          | Estrela                                   | Quinta do Loureiro                                                                         |
| Estrada do Lumiar                            | Lumiar                                    |                                                                                            |
| Estrada do Manique                           | Santa Clara                               | Quinta do Manique                                                                          |
| Estrada do Paço do Lumiar                    | Carnide Lumiar                            | Paço do Lumiar (Paço do Infante D. Afonso Sanches)                                         |
| Estrada do Pisa Pimenta                      | Santa Clara                               | Quinta do Pisa-Pimenta                                                                     |
| Estrada do Poço de Baixo                     | Santa Clara                               | Poço de Baixo (poço que nunca secava no Verão)                                             |
| Estrada do Poço do Chão                      | Benfica Carnide                           |                                                                                            |
| Estrada dos Arneiros                         | Benfica                                   |                                                                                            |
| Estrada dos Marcos                           | Ajuda                                     | Marcos que delimitavam a fronteira entre o concelho de Oeiras e o antigo concelho de Belém |
| Estrada dos Prazeres                         | Estrela Campo de Ourique                  | Ermida de Nossa Senhora dos Prazeres                                                       |